# Soussis
Les Soussis, Souassa, Aït Souss, Soussiens ou Chleuhs du Souss (en berbère : Ayt Sus ou Isusiyen, en arabe : Swasa ou Ahl Sus) sont un groupe ethnique berbère du Maroc, originaire de la région du Souss. Leur capitale provincale est Agadir.
Les Soussis font partie des grands groupes ethniques berbères du pays, avec notamment les Braber (Berbères du Maroc central) et Zayanes, les (Rifains) et les Chleuhs du Sud-Est.
Ils parlent une variante du berbère appelée localement à la fois tasusit et tachelhit.

## Dénominations et étymologie
Les gens du Souss sont appelés en berbère Ayt Sus « les hommes du Souss » (au féminin Ist Sus « les femmes du Souss »), au singulier U Sus « homme du Souss » (au féminin Ult Sus « femme du Souss »).
Le mot de gentilé « Soussi » provient de l'arabe « Susi », mais le terme francisé « Soussien » (au pluriel Soussiens) a aussi été utilisé en langue française pour désigner les habitants du Souss,. Il ne doit cependant pas être confondu avec les Soussiens de Tunisie, habitants de la ville homonymique tunisienne de Sousse.
Les Soussis ont été désignés de plusieurs manières durant l'histoire. L'un des ethnonymes les plus souvent utilisés pour désigner cette population est celui de Chleuhs du Souss, cependant le sens de « Chleuhs » (en darija Cluḥ ou Šluḥ est plus large[réf. nécessaire] puisqu'il désigne au Maroc aussi d'autres voire toutes les populations berbérophones, de même qu'en Tunisie où le terme chelha désigne la langue berbère en général, et sa variante locale le chelha tunisien.
La langue qu'ils parlent, le berbère du Souss, est appelée tassoussit (tasusit) en berbère, soussiya (susiya) en arabe.

## Histoire
Les Soussis font partie du grand groupe berbère des Masmouda. Le nom de leur région, le Souss, est parfois orthographié « Sous » en français.
Les Soussis ont adopté les croyances et les pratiques musulmanes orthodoxes, mais les ont utilisées pour soutenir un dévouement au travail acharné, à la frugalité, à l'ascétisme et à l'accomplissement qu'ils considèrent rédempteur.
L’usage de l’écrit (arabe ou berbère écrit en arabe) était restreint à une élite citadine (ou paysanne mais dans un cadre bien précis), comme dans le Mzab en Algérie.

## Anthropologie
Les Soussis sont anthropologiquement similaires sur certains points aux Mozabites d'Algérie, si bien qu'ils sont qualifiés de proches parents par certains historiens, mais aussi des Djerbiens de Tunisie, avec lesquels ils partagent des traits analogiques.
Les Soussis sont presque tous berbères, et un quinzième de la population environ serait d'origine arabe. D'autres minorités ethniques existent au sein de la région du Souss : une minorité de Haratin (déportés d'origine subsaharienne) tels que les Gnaouas et une minorité juive.
Les études de cas sur les Soussis, les Djerbiens en Tunisie et les Rifains montrent que chez eux l'esprit « schumpetérien » s'accommode fort bien et même tire profit des liens de parenté, de l'esprit communautaire.
A l'instar des Djerbiens de Tunisie et des Mozabites d'Algérie, les Soussis immigrés maintiennent des relations suivies avec ceux des leurs demeurés au pays.
Les plus grands villages soussis sont formés de hameaux séparés qui constituent de petites unités politiques, naturellement opposées les unes aux autres.
Les Soussis étaient historiquement eux aussi considérés comme très efficaces dans le domaine des pratiques magiques.

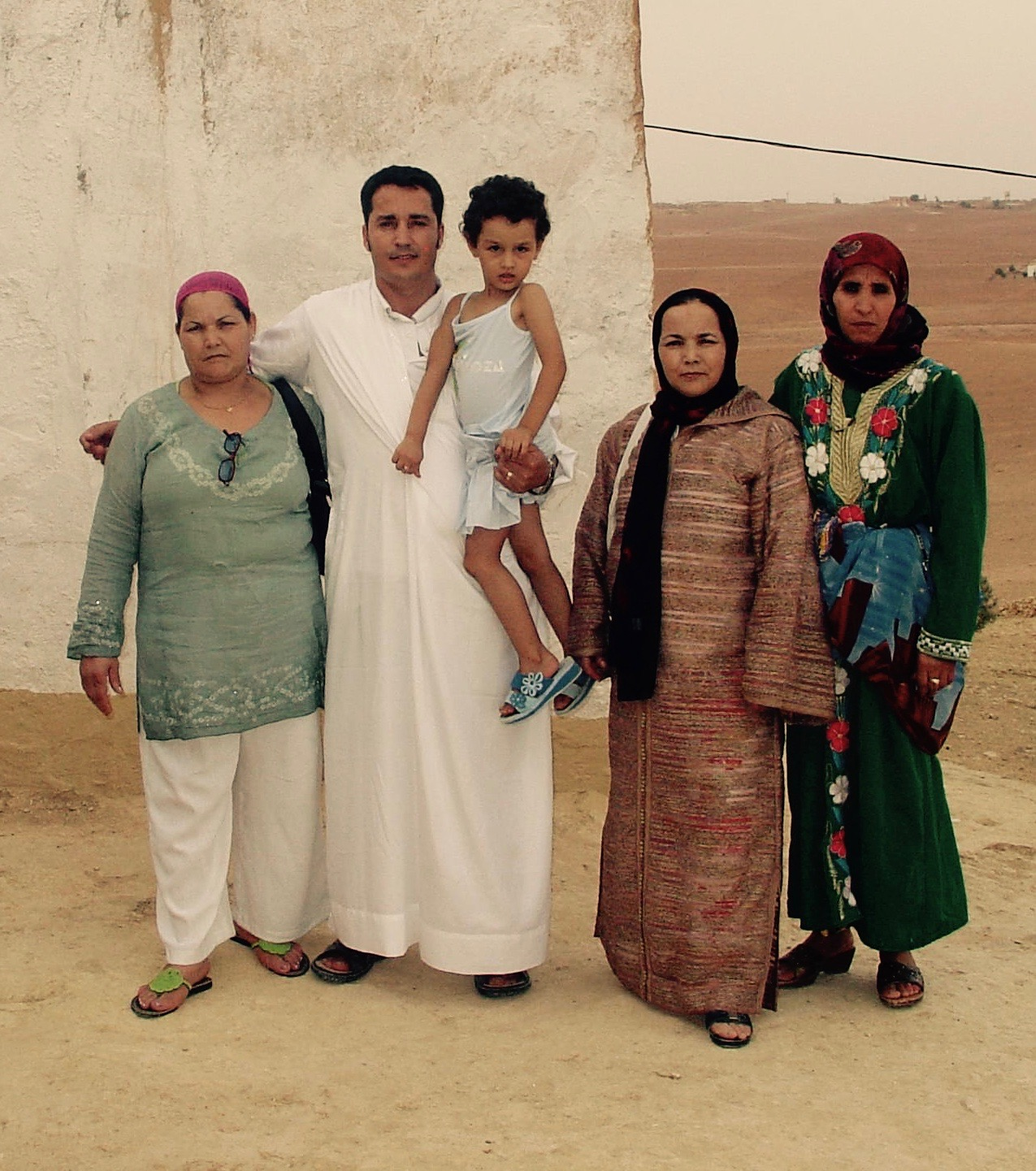
Famille du Souss, Sud du Maroc

### Religion
Les Soussis sont majoritairement musulmans, mais il existe une minorité de Soussis juifs, dont la quasi-totalité a émigré au Proche-Orient en Israël lors de la alya à la suite des campagnes de sensibilisation sioniste au Maroc visant à construire l'État d'Israël.
En islam, les Soussis sont généralement sunnites, et parfois soufis.

### Réputation
Riches ou pauvres, les Soussis ont la réputation d'être des gens laborieux, économes, prévoyants.
Des documents anthropologiques de l'époque coloniale avancent : Par comparaison avec les indigènes d'autres régions, indigènes d'autres régions, les “Soussis” sont résistants, travailleurs, intelligents ; ils ont l'esprit ouvert au progrès ; ils se déplacent facilement pour courir les pays nouveaux.
Les Soussis sont réputés avoir une personnalité très fortement caractérisée, et les gens s'en aperçoivent au Maroc.
Nina Consuelo Epton, qui a beaucoup voyagé, notamment en Afrique du Nord, note en 1958 que les Soussis sont « Des gens splendides toujours avides de culture et d'éducation ».

### Culture

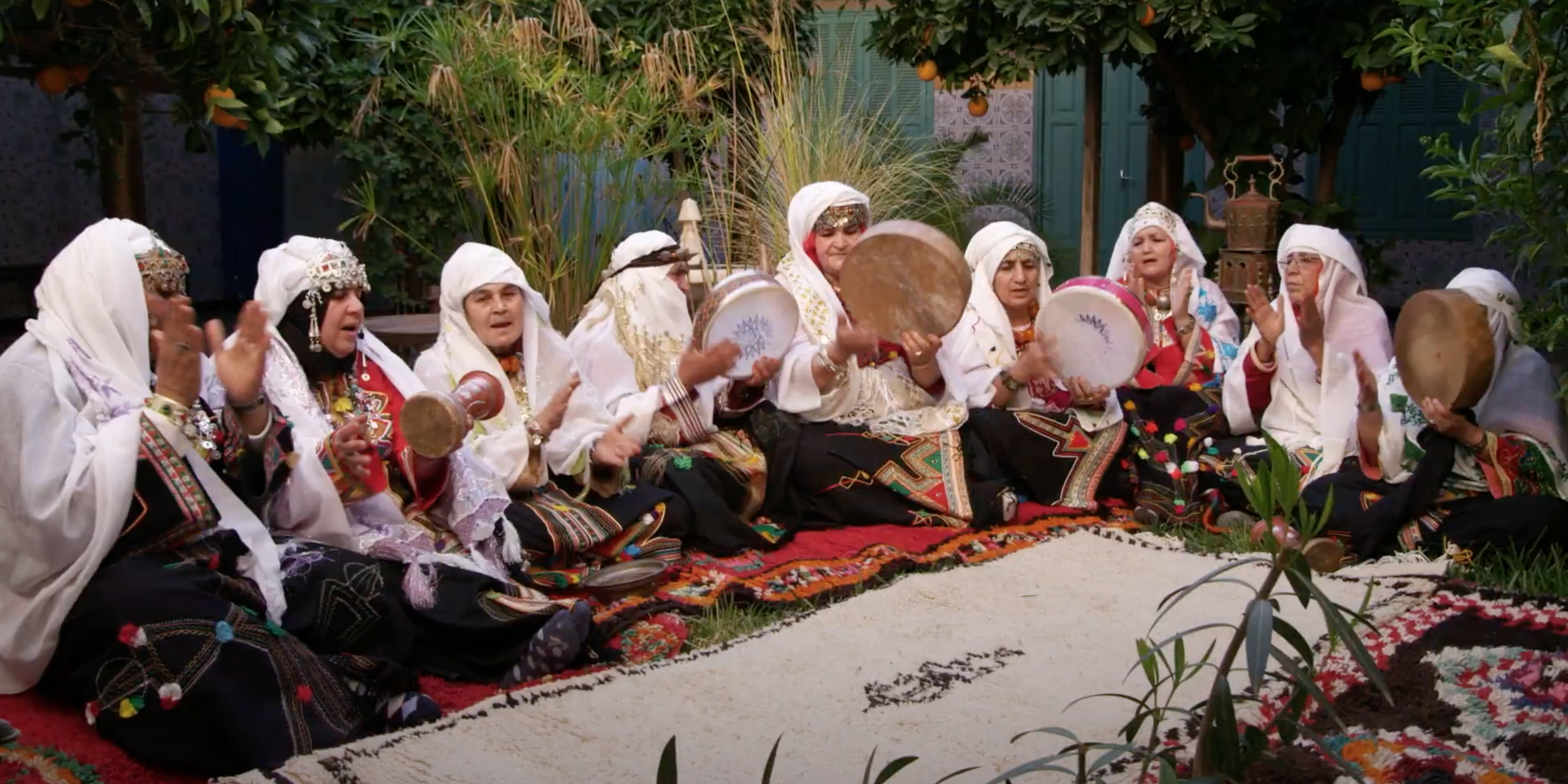
Femmes soussies de Tiznit jouant de l'ahwash

#### Musique
La musique berbère que pratiquent les Soussis a des caractéristiques propres. Parmi les styles musicaux joués, on retrouve l'amarg.
Parmi les instruments on retrouve le ribab (aussi appelé amzad en berbère), connu sous le nom de ribab soussi.
Il y a aussi le djouaq, flûte soussienne très mince.

#### Mariages

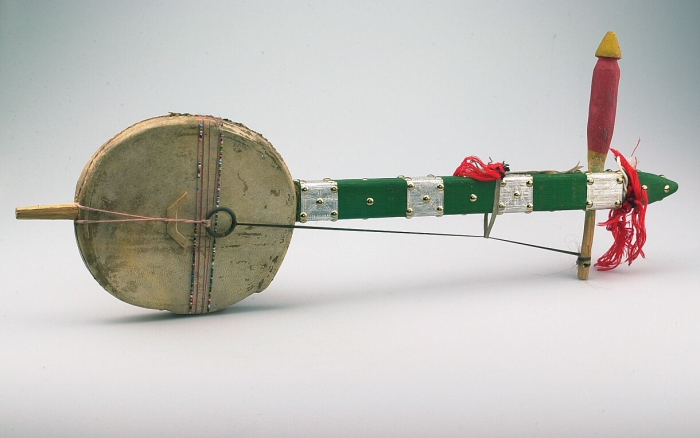
Ribab soussi (amzad en berbère)

Chez les Soussis, les mariages sont souvent endogames. À Tiznit par exemple, la tradition endogame est fortement ancrée et il est rare que l'on épouse des personnes hors de son clan.

#### Tenues vestimentaires
Parmi les tenues portées par les femmes soussies il y a la tamelhaft (mot berbère désignant la melhfa), tenue féminine traditionnelle berbère traditionnellement portée au quotidien. Il s'agit d'un long drap similaire à un voile dont la couleur varie du noir au blanc selon les régions.
Les hommes et les femmes portent aux pieds des babouches berbères aux extrémités arrondies et non pointues, appelées idoukan (idukan).

### Émigration et immigration
Une bonne partie des Soussis a émigré, soit dans d'autres régions du Maroc, soit ailleurs au Maghreb (Algérie, Tunisie), soit en Europe, avec une forte communauté présente en France.
Les raisons qui ont généralement poussé les Soussis à émigrer sont liées à des aspects très divers :  surpeuplement, sécheresses, insuffisance des réserves alimentaires, extrême pauvreté[réf. nécessaire], etc.
Les Soussis ont émigré vers les villes marocaines en plein essor et vers les zones industrielles européennes en si grand nombre que les commentateurs politiques des années 1970 et 1980 avaient mis en garde contre le risque de dépeuplement de pans entiers de la région.
Outre une émigration ouvrière, les Soussis alimentent une émigration commerçante comparable à celle des Djerbiens de Tunisie et des Mozabites en Algérie. En effet, les migrations spécialisées bien connues sont celles des Djerbiens en Tunisie, des Mozabites en Algérie et des Soussis au Maroc.
De manière similaire aux Djerbiens et aux Mozabites, les Soussis maintiennent des relations suivies avec ceux des leurs demeurés au pays.
Les Marocains parmi lesquels le militaire berbérisant français Léopold Justinard - surnommé Capitaine Chleuh - a trouvé ses informateurs étaient quasiment tous des Soussis, et vivaient à Gennevilliers, Asnières, Grezillons, Argenteuil, Saint-Denis, Puteaux, Courbevoie, Nanterre, Stains et Villetaneuse.
L'émigration des Soussis à l'étranger est un phénomène très ancien puisqu'elle remonte au début du XX ° siècle. Brives raconte en avoir rencontré dans des villes algériennes.
Casablanca a historiquement absorbé à elle seule presque la moitié des émigrants, suivie par celle de Rabat, avec presque un sixième.
Afin de se donner en spectacle, la confrérie soufie soussie des Ouled Sidi Hmed ou Moussa parcourt toute l’Afrique du Nord, et pousse jusqu’en Europe, voire en Amérique ». En Europe, ils se donnent en spectacle depuis au moins la fin du xviiie siècle.

#### Causes de l'émigration
L'émigration saisonnière est qualifiée de véritable djihad par les Soussis, et leur permet de réunir une partie des fonds nécessaires à l'achat des denrées alimentaires disponibles malgré les caprices de la pluviométrie locale.
Dans un pays ruiné par l'usure, la cause déterminante de l'émigration de nombreux Soussis a été le dessein de se munir des fonds nécessaires au rachat d'une hypothèque ; elle a aussi souvent été l'intention de fuir les poursuites, justifiées ou non, d'un prêteur trop exigeant, afin de se faire oublier là où l'on craint l'action de la justice.
Des défaites à la suite de guerres et conflits ont aussi mené à l'émigration de familles entières privées de leurs biens après une défaite sanglante, qui ont dû fuir (parmi les tribus Mentaga et Erguita notamment) pour gagner le Nord du Maroc. La majorité des Aït Baamrane qui sont actuellement en France ont fui leur pays dans les mêmes conditions et parlent à qui veut les entendre des combats au cours desquels ils ont perdu qui un père, un frère, etc.

#### Émigration en pays Ghomara (Jbala)
Les Ghomâra du Rif croient que leur pays avait été peuplé, dans les temps anciens, par “les Ahl Sous”, les gens du Sous, et cette opinion est partagée par l’ensemble des populations du nord-ouest du Maroc. Cette tradition peut s’expliquer par des considérations toponymiques : il y eut, semble-t-il, une époque où l’ensemble du Maroc atlantique, de Tanger à Agadir portait le nom de Sous. Le dictionnaire géographique de Yaqut, datant du xiiie siècle, cite expressément un Sous citérieur dont Tanger serait la capitale et un Sous ultérieur qui se situe à deux mois de marche vers le sud. Un autre classique du xe siècle, Al-Muqad-dasî distingue lui aussi un Sûs al-Adnâ, le Sous “proche”, ayant Fès pour capitale et englobant un “Balad Ghumar”,.
Il n’est donc pas étonnant que le pays Ghomâra ait été occupé par des “Gens du Sous” (Ahl Sûs) ; il ne se serait pas agi d’envahisseurs méridionaux mais simplement de voisins attirés par les ressources et les refuges qu’offrait la région. Ces populations appartenaient au groupe Masmouda qui, alors, semblait bien s’être étendu à tout le Maroc atlantique.
La tradition rapporte que les “Gens du Sous” furent chassés de leur habitat par une pluie ininterrompue de sept années, à moins que ce ne fut un brouillard épais ou autre calamité ; avant de partir, ils enterrèrent leurs richesses sur place en prenant la précaution de noter la situation exacte sur un parchemin ; or, dans le pays arrivent encore aujourd’hui des Soussis munis d’indications censées leur permettre de recouvrer les trésors de leurs ancêtres, agissant comme les “Cane-sin” décrits à Fès par Jean-Léon l’Africain au xvie siècle.

#### Émigration en Tunisie
Depuis l’islamisation de l’Afrique du Nord, la Tunisie a toujours été le passage obligé de pèlerins venus de l’Algérie et du Maroc actuel, en partance pour les lieux saints de Médine et La Mecque. Parmi ces pieux voyageurs devaient sans aucun doute se trouver de nombreux berbérophones du Maroc, de langue chleuhe.

À l’époque contemporaine, il y a petite communauté d’Aït Sous établie en Tunisie, qui parle la chelha du Sud marocain. Ses membres pratiquent le petit métier de gardien de nuit, ne sont connus que sous le nom de hajj, de pèlerins :
« Ce terme explique suffisamment l’origine du mouvement. C’est l’étape soit à l’aller soit au retour du pèlerinage. Très appréciés pour leur honnêteté, ils s’installent le soir sur un petit banc, devant la maison à garder, la matraque à portée de la main […]. »
On retrouve aussi en Tunisie le groupe de berbérophones issu du « groupe du Sud » qui s’exprime souvent en chelha : les Ouled Sidi Hmed Ou Moussa.

### Travail
Comme les montagnards kabyles, les Soussis vivent dans une économie de plus en plus monétisée, et leurs activités économiques et politiques s'inscrivent dans des cadres plus larges.
L'Anti-Atlas fournit la presque totalité des commerçants dits Soussis (7,9 %), des domestiques et garçons de café, des gardiens, etc..
La pénurie des moyens d'existence a rendu les Soussis industrieux et voyageurs. Certains exploitent des mines de cuivre dont le métal est transformé, à Taroudant, en ustensiles divers. D'autres excellent dans la fabrication de poignards et de poires à poudre niellés d'argent. Des armuriers confectionnent des moukhalas, dont les crosses sont incrustées d'argent.
L'entreprenariat est plus marquée chez les élites maghrébines de certaines régions dont les Soussiens, à l'instar des Mozabites, les Kabyles, et des Djerbiens, habitants de l'île de Djerba en Tunisie.

#### Commerce
Le Souss fait partie, avec le Mzab (oasis) en Algérie, et Djerba en Tunisie - elles aussi régions berbères -, des zones intermédiaires de contrôle de commerce en dehors des ports principaux ou villes étapes du Maghreb.
Aujourd'hui, les Soussis ont investi le commerce marocain à tous les niveaux. Ils sont très implantés dans le petit commerce, notamment à Casablanca. Par ailleurs, les Soussis contrôlent aujourd'hui le grand commerce marocain. Les Soussis tiennent souvent des épiceries, et ceux que les Français appellent l'« arabe du coin » en France sont très souvent en réalité des Berbères d'origine soussie, quand ils ne sont pas Djerbiens ou Mozabites.

#### Culture de l'arganier
Héritée d'un savoir-faire millénaire, la culture de l'arganier est la signature commerciale par excellence des Soussis. Relique de l'ère tertiaire, l'arganier est la fierté du Souss avec l'olivier. L'arbre produit de l'huile d'argan (en berbère udi n wargan, en arabe : zit argan), vendu par les marchands soussis en tant qu'huile de cosmétique ou pour l'alimentation.

#### Politique
Dans le monde politique marocain, la solidarité oppose les Soussis aux Fassis : à Casablanca , les premiers n'ont eu de cesse qu'ils n'arrachent aux seconds la présidence de la Chambre de Commerce.

### Gastronomie et plats culinaires
Avec l'huile d'argan, les Soussis produisent l'amlou, une pâte à tartiner composée d'amandes mélangées à de l'huile d'argan, parfois mélangée avec du miel.
La zammita, ou zemmita est aussi un mets culinaire que produisent les Soussis.
Le baddaz ou abaddaz est une variante de couscous au poisson traditionnel produit à Mogador (Essaouira), accompagné d'huile d'argan.